# Шасси летательного аппарата

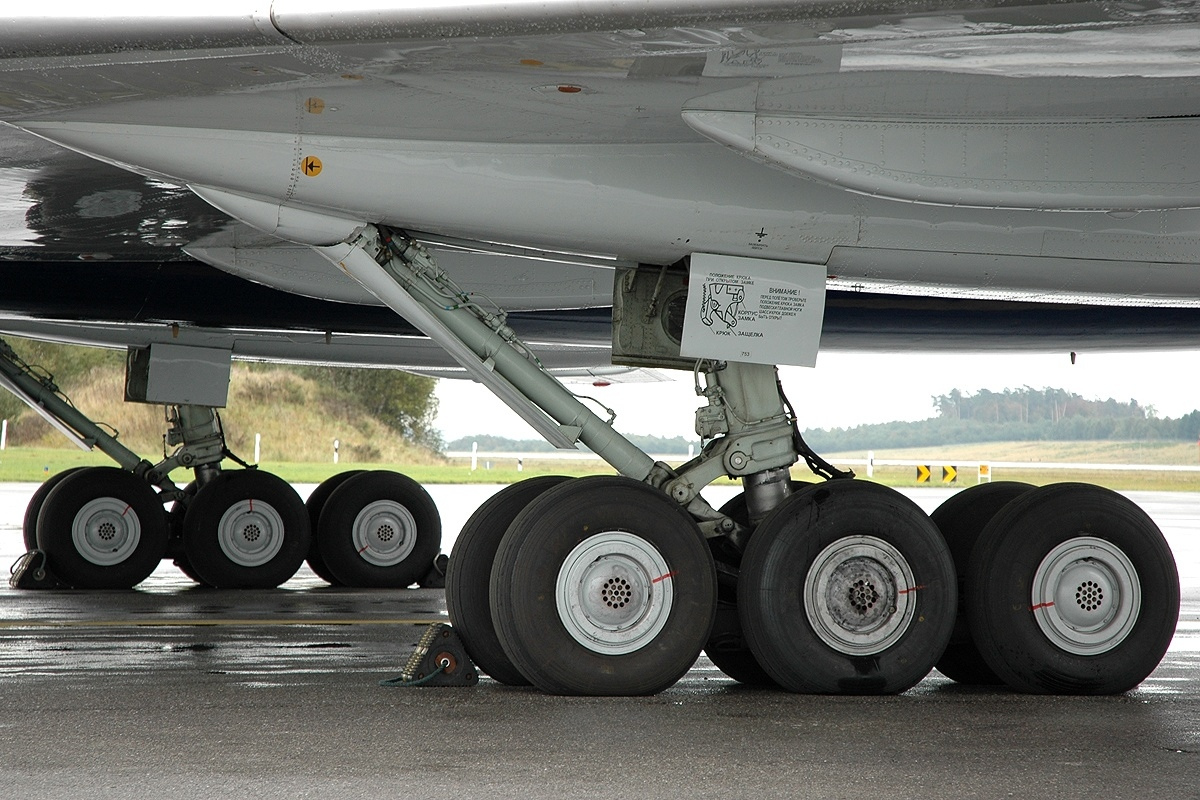
Основные опоры шасси Ту-154М

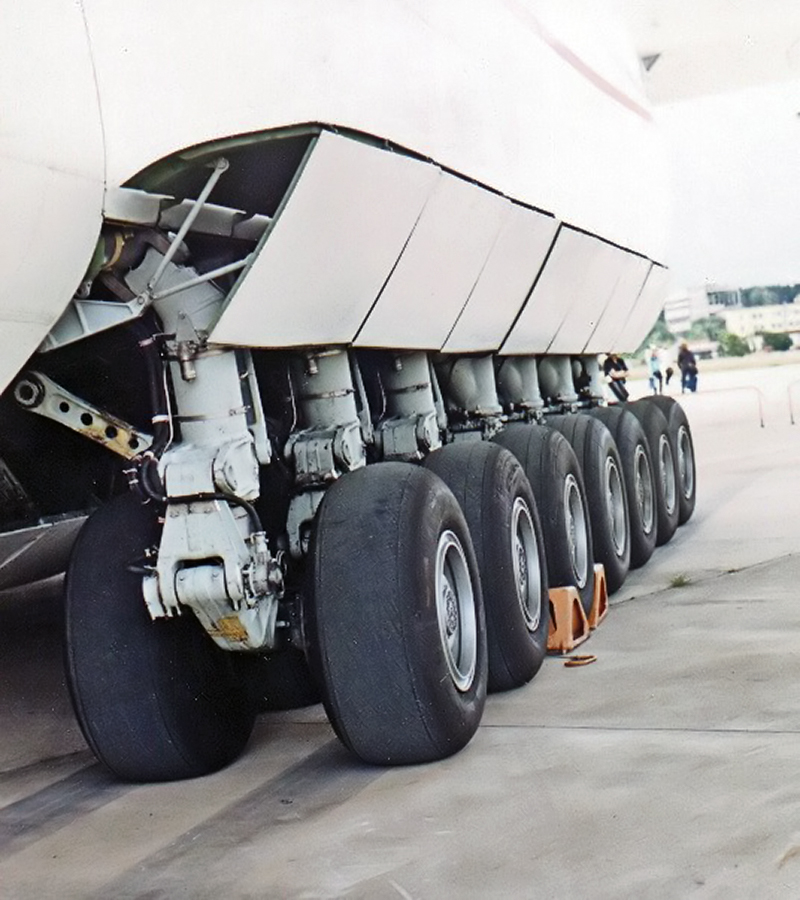
Шасси советского самолёта Антонов-225 или «Мрия»

Шасси́ летательного аппарата — система опор летательного аппарата (ЛА), обеспечивающая его стоянку, передвижение по аэродрому или воде при взлёте, посадке и рулении.
Обычно представляет собой несколько стоек, оборудованных колёсами, иногда используются лыжи или поплавки. В некоторых случаях используются гусеницы или поплавки, совмещённые с колесами. «Шасси» — общий термин, оно состоит из опор (называемых также стойками или ногами). Например, говорят: «правая основная стойка шасси» или «носовая опора шасси», употребление слова «шасси» применительно к одной опоре неправильно.

## Разновидности

### Колёсное шасси

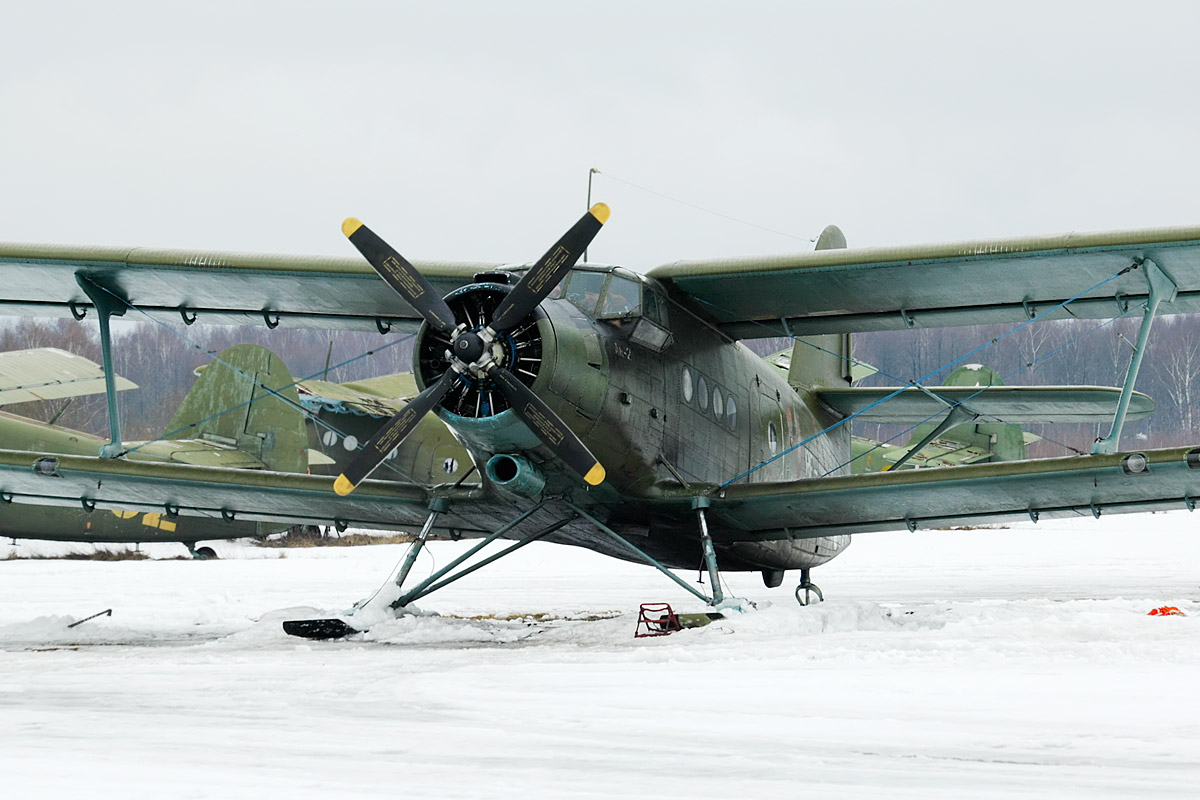
Ан-2 — самолёт с хвостовой опорой, переоборудованный для работы на лыжном шасси

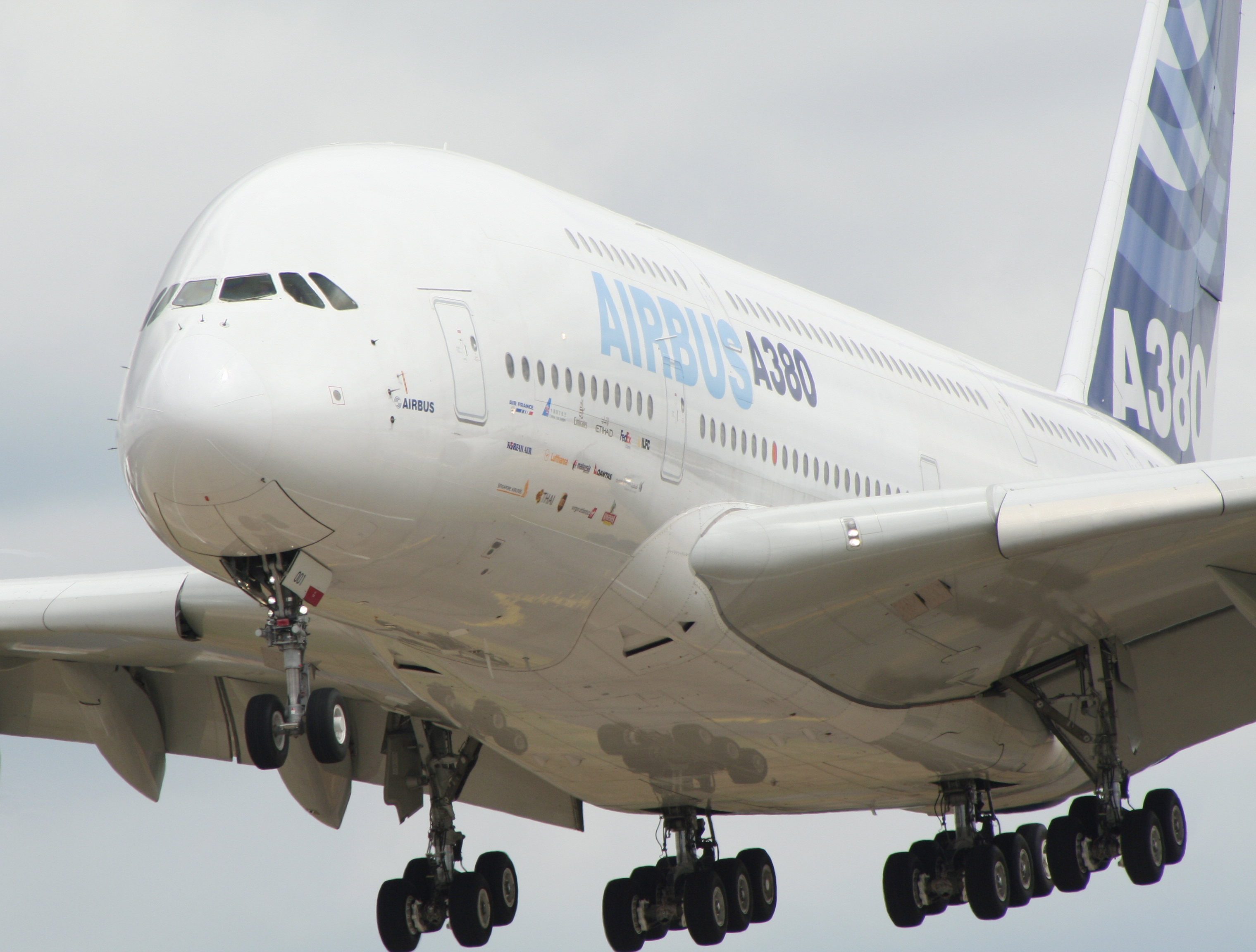
Шасси пассажирского самолёта Airbus A380 — схема с носовой опорой

- С хвостовым колесом (двухстоечное шасси). Главные опоры или опора расположены впереди центра тяжести самолёта, а вспомогательная (хвостовая) — позади (Douglas DC-3, Ан-2). В качестве хвостовой опоры ранее часто применяли «костыль» — конструкцию без колеса, работающую на скольжение по грунту (аэродромы были грунтовые). Позже в конструкцию костыля ввели маленькое цельнометаллическое колёсико (для эксплуатации с аэродромов с твёрдым покрытием), затем стали использоваться хвостовые опоры с небольшим пневматическим колесом — т. н. «дутиком».
- С передним колесом (трёхстоечное шасси). Переднее (носовое) колесо расположено впереди центра тяжести, а главные опоры позади центра тяжести. На стойку в носовой части фюзеляжа обычно приходится 10—15 % массы. Получили распространение в период Второй мировой войны и в послевоенные годы. (см., например, Boeing 747, Ту-154). Иногда на некоторых ЛА (Ил-62, Ту-114) дополняется выдвижной дополнительной стойкой в хвосте для предотвращения опрокидывания ЛА на хвост на аэродроме при неправильном перемещении пассажиров по салону (смещении центровки). Многие тяжёлые ЛА с трёхстоечным шасси в хвостовой части фюзеляжа имеют убираемую в полёте конструкцию для предотвращения касания фюзеляжем покрытия ВПП при взлёте и посадке, так называемая предохранительная хвостовая пята (напр., Ту-144).
- Велосипедного типа. Две главные опоры расположены в фюзеляже, впереди и позади центра тяжести аппарата. Две боковые поддерживающие опоры крепятся по бокам (обычно на законцовках крыла). Применяется для удаления гондол для шасси и двигателей на крыле, то есть создания «аэродинамически чистого» крыла (см. М-4 и Мясищев 3М, Boeing B-47 Stratojet, Boeing B-52 Stratofortress, Lockheed U-2, Як-25, -27, -28). Следствием такого расположения является усложнённая техника посадки самолёта и затруднение модернизации бомбоотсеков, а также использования внешней подвески вооружения.

Разновидностью велосипедного шасси является шасси планёра с единственным подфюзеляжным полуутопленным колесом.
У тяжёлых летательных аппаратов иногда число колёс шасси составляет несколько десятков, объединяемых в тележки. Тележки шасси обычно бывают одноосные, двух- или реже трёхосные. На каждой оси установлена обычно пара колёс. Их так и называют: передняя пара, средняя или задняя пара. Парные колёса снижают давление на покрытие аэродрома, а также дублируют друг друга в случае прокола пневматика. Иногда на одной оси ставят не два, а четыре колеса.

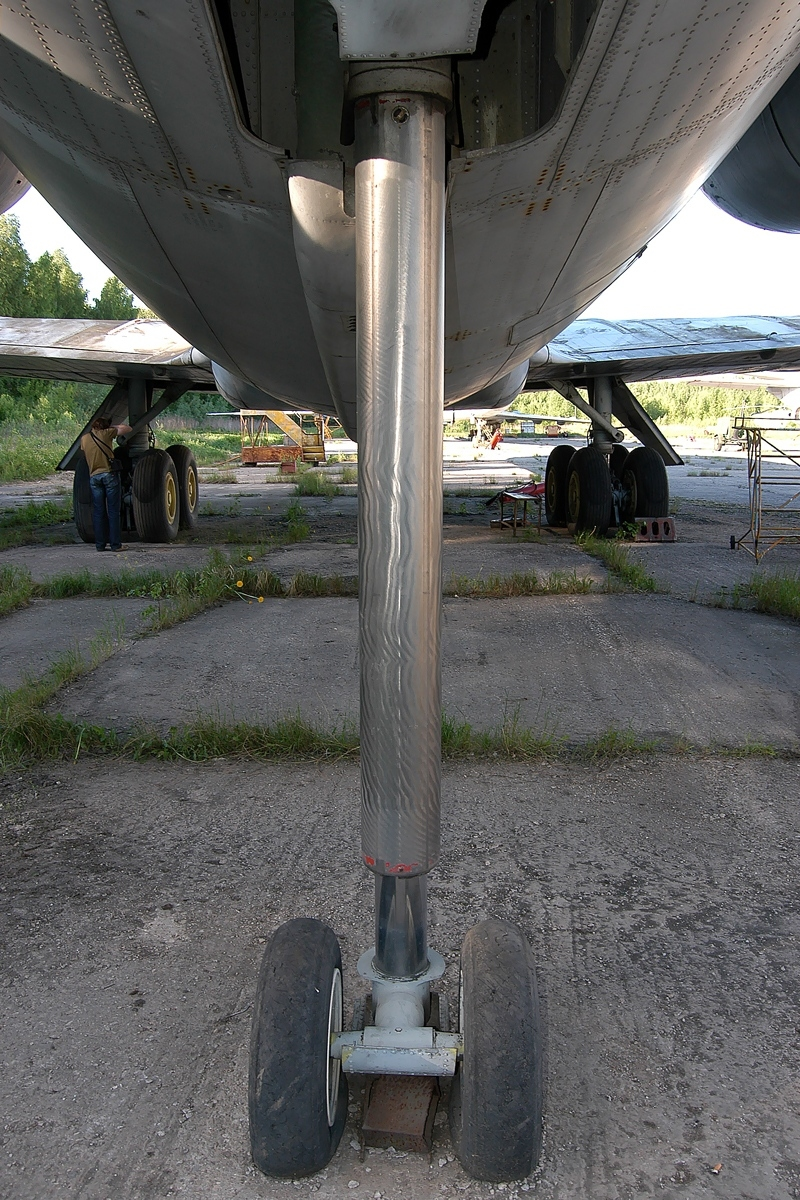
Хвостовая опора Ил-62

Также на тяжёлых самолётах часто могут быть не две, а несколько основных стоек. Например, на Боинге-747, помимо левой и правой основных стоек, имеются две средние подфюзеляжные стойки. На Ил-76 с каждого борта установлены продольно по две основные стойки. А на вертолётах Ми-14, Ка-32 имеются две передние и две основные стойки шасси.

### Лыжное шасси
Разновидность лыж. Служат для посадки на снег. Могут использоваться совместно с колёсами.
Также широко применяется у вертолётов.

### Поплавковое шасси
Служат для посадки гидросамолётов на воду. Могут использоваться совместно с колёсами (например на самолёте DHS-2).

### Шасси на воздушной подушке
Шасси на воздушной подушке (ШВП) — экспериментальные шасси самолётов-амфибий использовавшие в качестве опоры воздушную подушку, устанавливались на ряд советских машин (самолёт Ефремова и Надирадзе [одна из модификаций УТ-2], Ан-714, последующий за ним Ан-14Ш и других). 

### Подводные крылья
Экспериментальные шасси устанавливавшиеся на советском гидросамолёте Бе-8.

## Конструкция

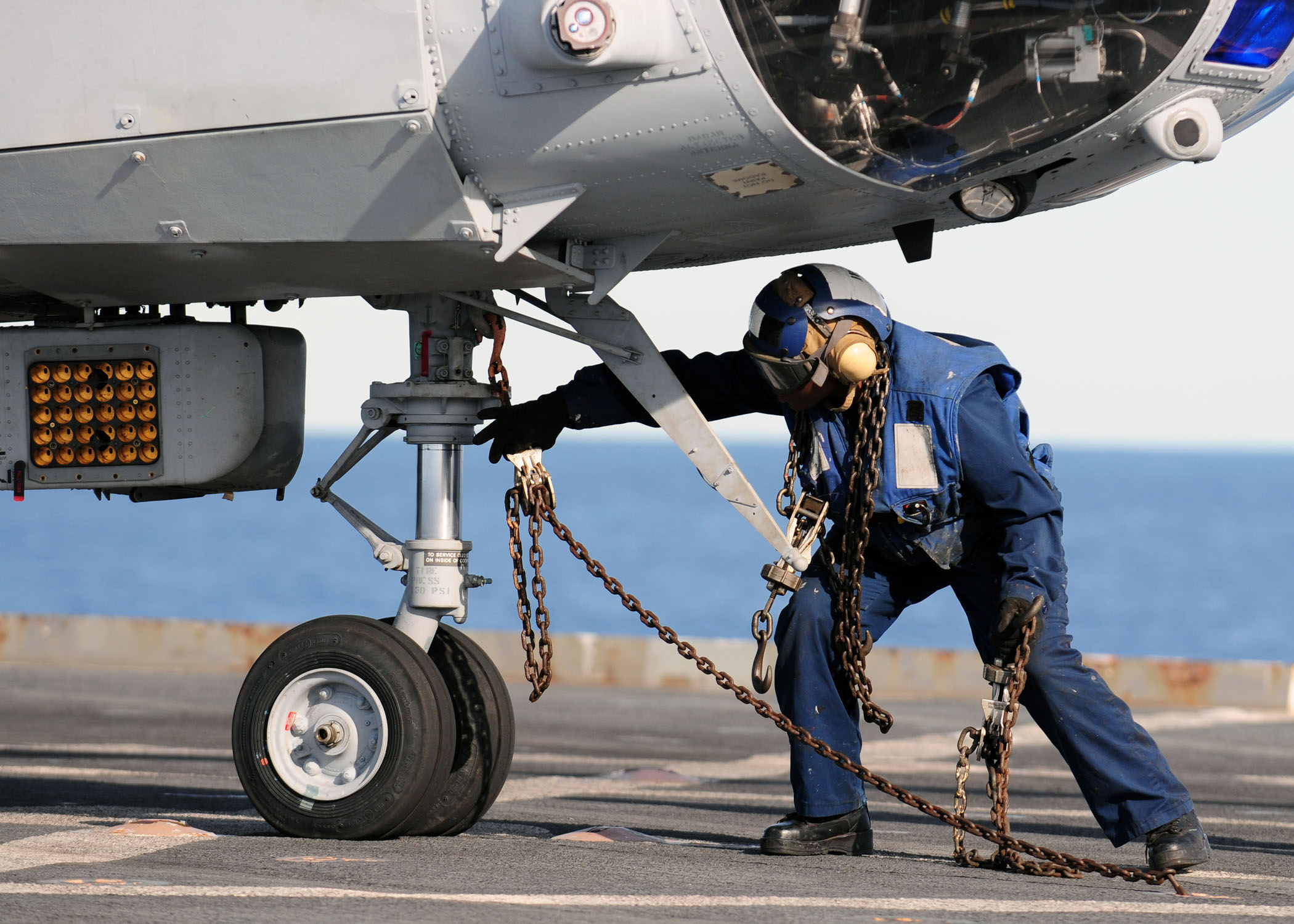
Носовая стойка вертолёта Боинг Вертол CH-46Е «Си Найт»

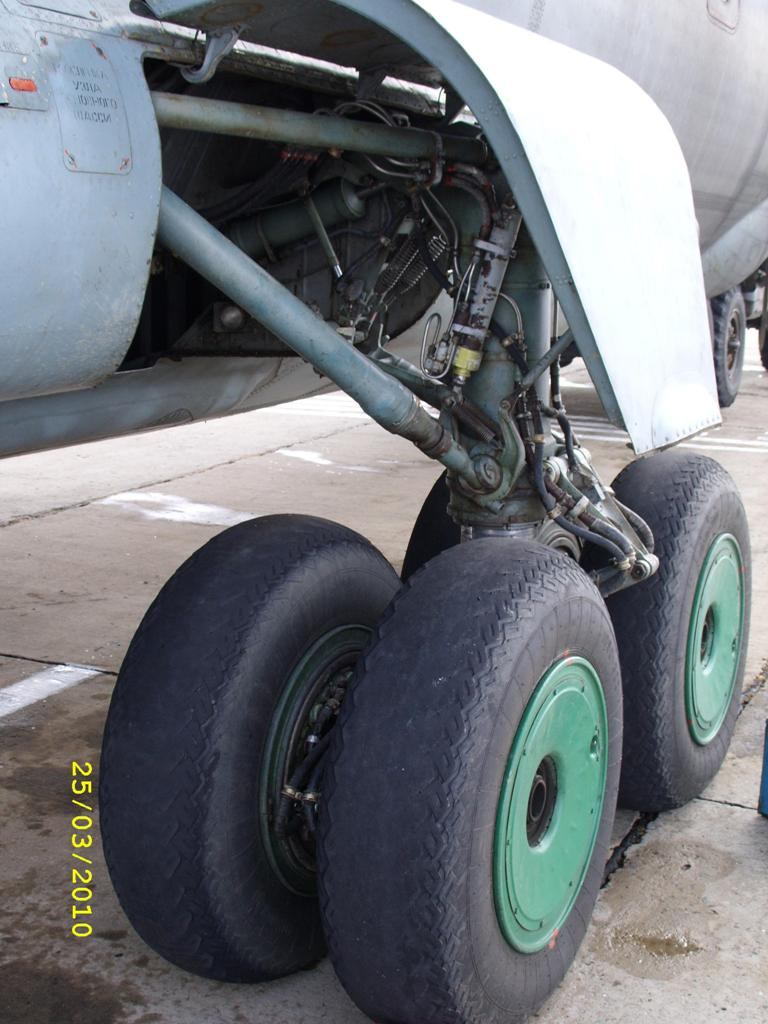
Осн. стойка шасси Ан-12, хорошо видно «грунтовый» рисунок протектора

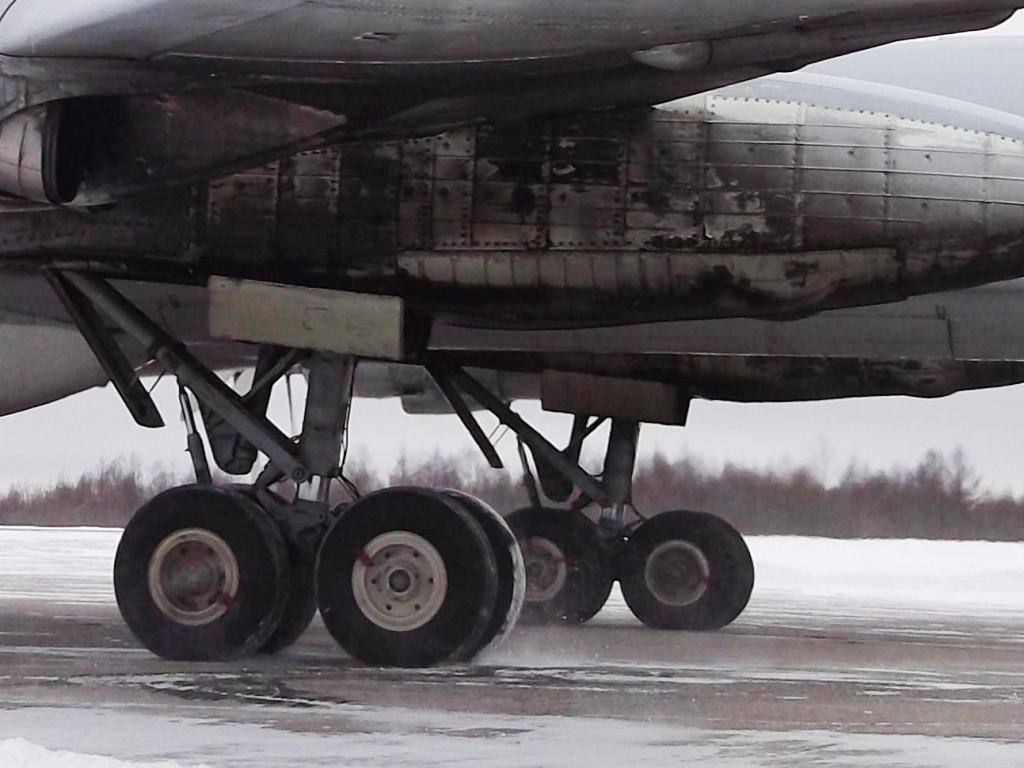
Основные опоры шасси Ту-95

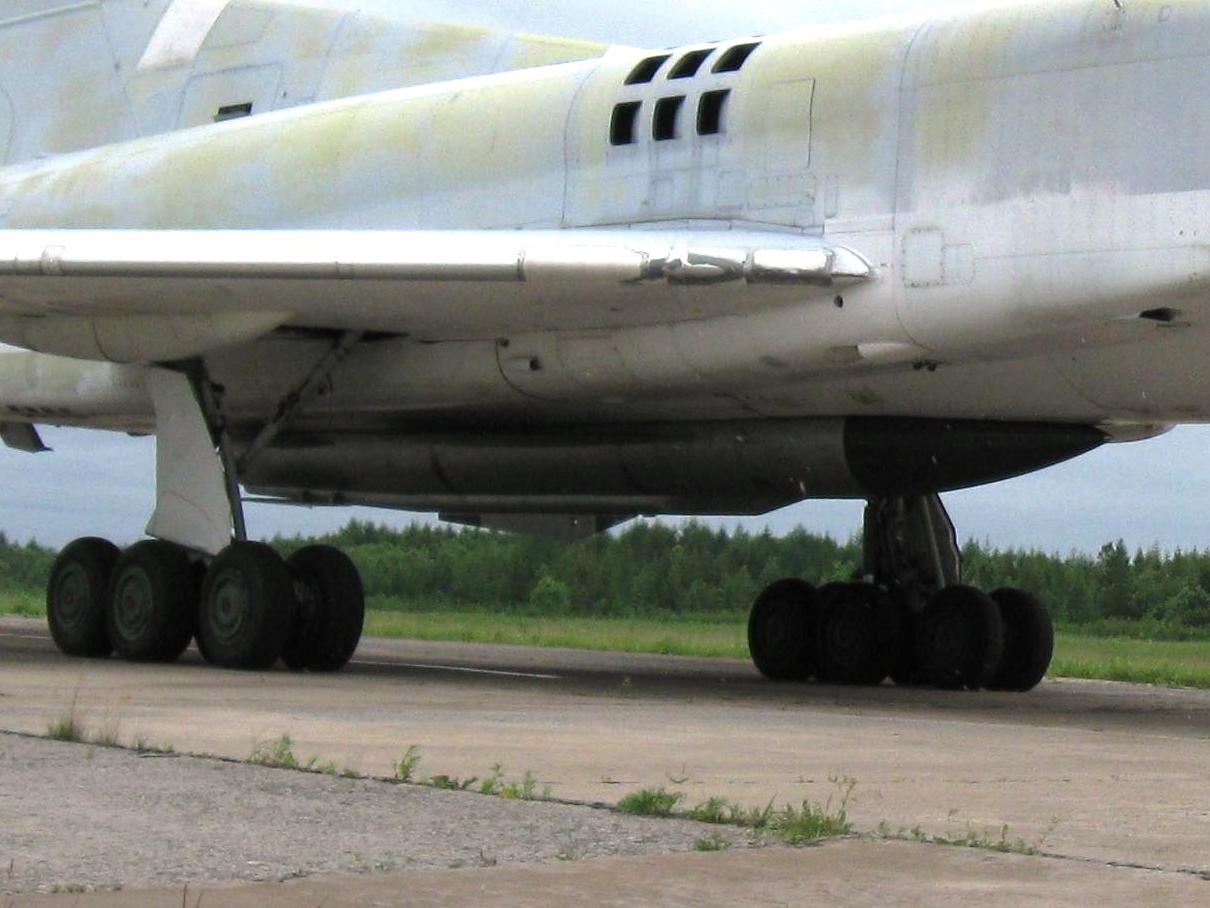
Осн. стойки шасси Ту-22М

Основными элементами шасси летательного аппарата являются:
- амортизационные стойки — для обеспечения максимальной плавности хода при движении по аэродрому, на разбеге и пробеге, а также гашения ударов, возникающих в момент приземления (часто используются многокамерные азото-масляные длинноходные амортизаторы, в которых функцию пружинного элемента выполняет закачанный под строго определённым давлением технический азот). На многоколёсных тележках шасси могут быть установлены также дополнительные амортизаторы — стабилизирующие демпферы.
- колёса (пневматики) различных типоразмеров. Барабаны колёс часто изготавливаются из сплавов на основе магния (в отечественной авиатехнике такие колёса окрашены в зелёный цвет). На современных самолётах пневматики, как правило, бескамерные, и накачиваются воздухом или техническим азотом[3] (использование последнего обусловлено предотвращением конденсации газа, с последующим замерзанием его на высоте, с образованием опасного льда; азот дёшев, не горит). Резина самолётов, эксплуатируемых только с ИВПП, как правило не имеет никакого рисунка, кроме нескольких продольных кольцевых водоотводящих канавок для уменьшения эффекта аквапланирования, а также контрольных углублений для простоты определения степени износа. Форма резины в поперечном сечении близка к круглой (как на мотоциклах), для обеспечения максимального контактного пятна колеса при посадке с креном.
  - пневматики снабжены дисковыми или колодочными тормозами с гидравлическим, пневматическим или электрическим приводом, для движения по аэродрому и уменьшения длины послепосадочного пробега. На пассажирских и тяжёлых машинах широкое распространение получили многодисковые тормоза с гидравлическим приводом, часто имеющие принудительное охлаждение барабанов.
- система подкосов, тяг и шарниров, воспринимающих реакции земли и крепящих амортизационные стойки и колёса к крылу и фюзеляжу, одновременно служащая механизмом уборки-выпуска.

У многих летательных аппаратов после взлёта шасси убирается в фюзеляж (Як-42, МиГ-31, Ан-12, Ту-22М, Boeing 737 и мн. др.); гондолы шасси на крыле — например, (Ту-16, Ту-154) или гондолы шасси, выполненные заодно с мотогондолами двигателей (Douglas DC-3, Ил-18, Ан-24, Ту-95).
После уборки отсеки (гондолы) шасси обычно закрываются створками, что улучшает обтекаемость: например, наличие створок — одно из отличий Ил-14 от Ил-12, наряду с другими изменениями сделавшее возможным продолжать нормальный полёт при отказе одного двигателя. Однако на некоторых машинах с поперечной уборкой основных опор, когда боковина колеса убирается заподлицо с фюзеляжем и практически не нарушает обтекания (Ан-148, Boeing 737), створки закрывают отсек шасси не полностью.
У небольших и относительно тихоходных летательных аппаратов (и почти на всех вертолётах) шасси, как правило, не убирается и имеет конструкцию, допускающую замену колёс лыжами (полозьями) или поплавками. Некоторые из таких неубирающихся шасси закрываются обтекателями, снижающими аэродинамическое сопротивление (Ju 87). На многих вертолётах зарубежного производства широко применяются полозья, имеющие очень лёгкую и простую конструкцию. Для перемещения такого вертолёта по аэродрому приходится устанавливать транспортировочные колёса или применять специальные транспортировочные тележки.

### Система уборки-выпуска

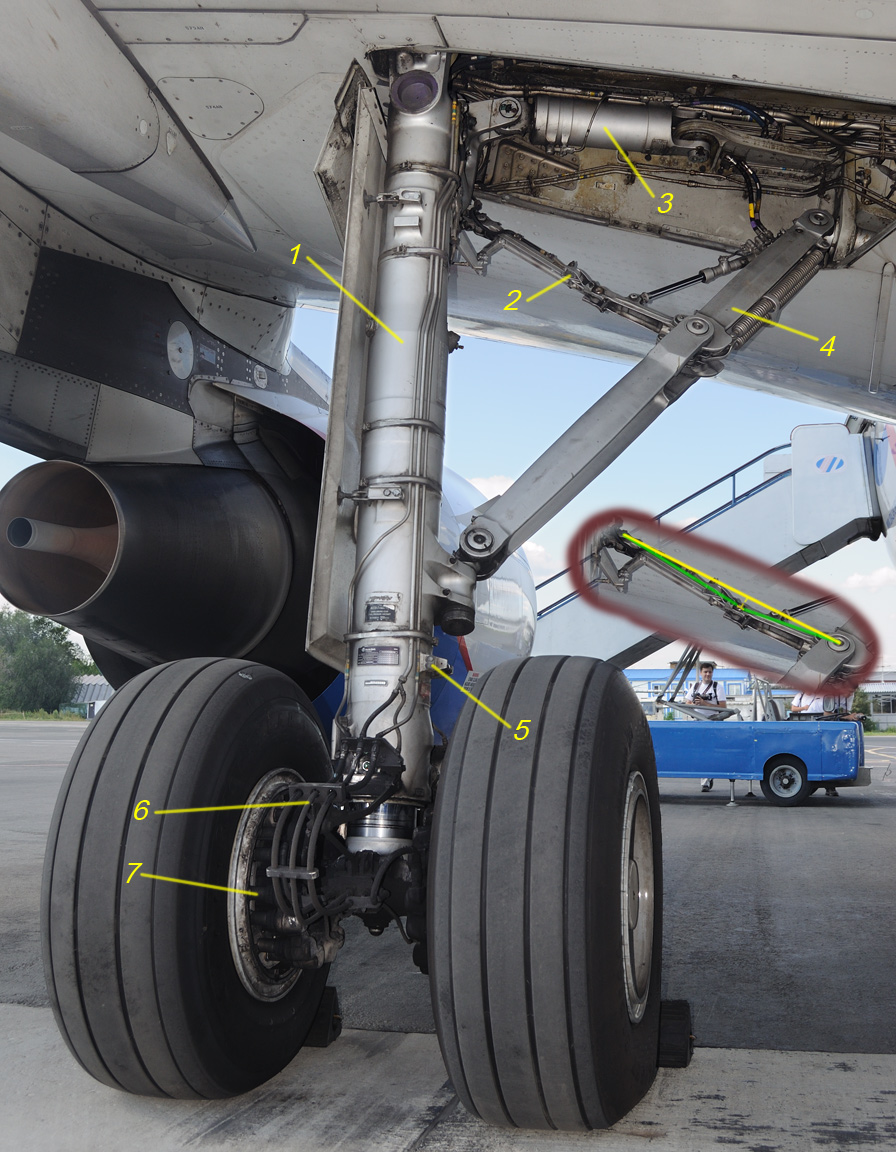
Основная стойка Airbus A320. 1 — стойка, 2 — механизм распора, 3 — цилиндр уборки-выпуска, 4 — складывающийся подкос, 5 — серьга, 6 — гидролинии тормозов, 7 — тормозной суппорт. Зелёными линиями на врезке показана стрела провеса механизма распора

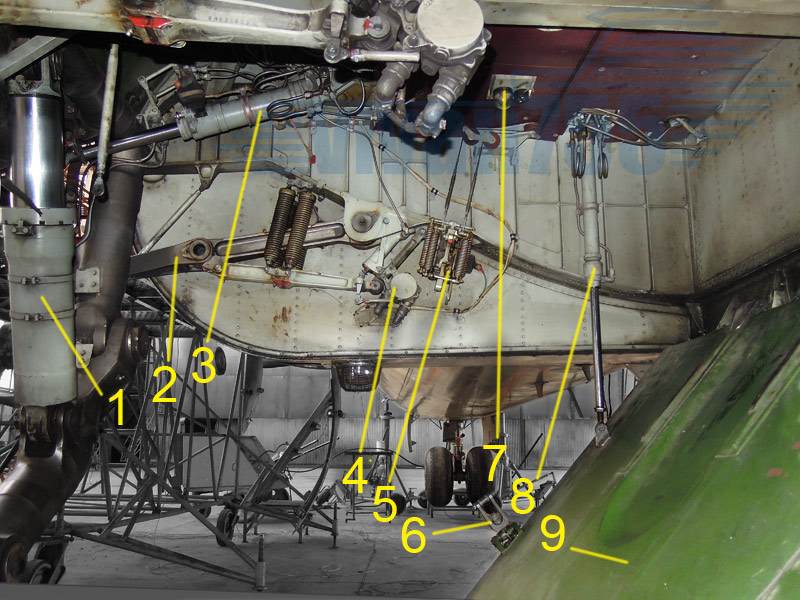
Гондола основных опор Ан-74, хорошо видны конструктивные особенности — замков убранного положения опор нет, на створке потёртость от колеса. 1 — передняя левая основная опора, 2 — подкос, 3 — цилиндр уборки-выпуска опоры, 4 — блок микровыключателей механизма распора, 5 — замок створки, 6 — серьга створки, 7 — светильник, 8 — цилиндр створки, 9 — створка

Шасси выполняется убирающимся для уменьшения лобового сопротивления, то есть повышения скорости и дальности полёта, уменьшения расхода топлива. Неубирающимся шасси оборудованы тихоходные самолёты (пример — Ан-2) и большинство вертолётов (одно из исключений — Ми-24).
В качестве механизма уборки шасси сейчас в основном используется гидропривод, ранее широко применялся пневматический (например, все самолёты МиГ, вплоть до первых серий МиГ-23 имели пневматический привод шасси), или электропривод — к примеру, на Ту-95, где каждая основная стойка убирается электромеханизмом МПШ-18 с двумя моторами постоянного тока мощностью 2600 ватт. В качестве механизмов гидропривода почти всегда используются гидроцилиндры, одним концом закреплённые на самолёте, вторым — на опоре шасси. Для надёжной фиксации опор в убранном (чтобы исключить затраты энергии на удержание опор) и выпущенном (для исключения самоуборки на земле) положениях используются замки или иные фиксирующие устройства, например, механизм распора. На первых самолётах с убирающимся шасси ((Пе-2, Ли-2…) замков убранного положения не было — при отказе пневмо- или гидросистемы шасси «вываливалось»...
Конструкцию шасси разработчики стараются не усложнять, но некоторые модели самолётов имеют порою довольно сложную кинематику. Например, на многих самолётах Туполева применялся механизм переворота тележки — в процессе уборки тележка шасси поворачивалась вдоль на 90 градусов, для оптимальной укладки в гондолу шасси (Ту-16, Ту-22, Ту-95, Ту-104, Ту-134, Ту-144 Ту-154) — а на Ту-160 стойки ещё и укорачиваются и смещаются ближе к фюзеляжу. Похожая система переворота установлена на перехватчике МиГ-31 (но в другую сторону). Также для уменьшения внутреннего объёма отсека шасси применяется разворот оси колеса (или колёс) на 90 градусов (МиГ-29, Су-27, Ил-76 и др.). На самолётах МиГ-23/27 конструкция механизма уборки шасси совершенно оригинальная — колесо, по сути, втягивается в фюзеляж по сложной траектории.
Конструкция с уборкой вперёд по полёту (например, все опоры Ил-18, передняя опора Боинга 737, 777) позволяет при отказе гидросистемы опорам выпускаться под собственным весом и давлением скоростного напора, достаточно лишь открыть аварийным тросовым приводом замки убранного положения. На Боинге 777 полость выпуска в цилиндре вовсе отсутствует и выпуск идёт за счёт веса и давления скоростного напора даже в нормальной эксплуатации. Если же опоры выполнены с уборкой назад по полёту (Ту-134, Ту-154), то при выпуске приходится преодолевать сопротивление от скоростного напора и при полном отказе гидросистем выпуск невозможен, для обеспечения аварийного выпуска на некоторых типах ЛА имеется ручной насос. Также в ряде случаев аварийный выпуск за счёт скоростного напора обеспечивает конструкция с уборкой вбок (Як-42, Ан-140 и другие типы).
В качестве замка убранного положения чаще всего используется крюковый замок — на опоре установлена серьга, после входа в ловитель замка запираемая там крюком. В качестве замков выпущенного положения в конструкцию подкосов-цилиндров уборки-выпуска (цилиндров, входящих в силовую схему шасси, точка крепления которых лежит ближе к оси колёс, чем к точке подвески стойки к самолёту, что позволяет цилиндру воспринимать значительные боковые усилия, воздействующие на шасси) включаются цанговые замки — в цилиндре установлена цанговая пружина, перья которой входят в проточку на штоке либо загоняют в проточку шарики, фиксируя тем самым шток.
Если в конструкции опоры нет подкоса-цилиндра, то чаще для фиксации опоры в выпущенном положении применяется крюковый замок, фиксирующий один из подкосов, либо механизм распора — двухзвенник, установленный между стойкой и складывающимся подкосом. При выпуске опоры двухзвенник раскладывается, а после прохода нейтрали (положения, когда оба звена образуют прямую) незначительно складываются в направлении обратного прогиба. Такая конструкция предотвращает случайное складывание механизма распора — сжимающие нагрузки, которые возникают при горизонтальных силах на шасси, стремящихся сложить подкос, будут действовать лишь на увеличение обратного прогиба механизма распора, а обратный прогиб ограничен упорами.
В системе уборки-выпуска шасси выстроены зависимости, обеспечивающие правильную последовательность работы. Например, замок убранного положения открывается только после открытия створок, а давление в цилиндр выпуска опоры подаётся только после открытия замка, чтобы обеспечить открытие замка с меньшей нагрузкой. Зависимости могут быть обеспечены как конструкцией гидроагрегатов (окнами перепуска в цилиндрах, гидропереключателями), так и электрически — концевыми выключателями или иными датчиками, от которых управляются гидроагрегаты.
Так как выпуск шасси, в отличие от уборки, является одним из главных факторов безопасного завершения полёта, то ЛА оснащается несколькими раздельными системами выпуска. Например, на Ту-154 уборка шасси возможна только от первой гидросистемы, выпуск — от любой из трёх гидросистем, причём для выпуска от второй и третьей гидросистем некоторая часть агрегатов дублирована (на замках убранного положения установлены цилиндры аварийного открытия, цепь открытия замков проложена в обход цилиндров створок, что делает полное открытие створок необязательным для начала выпуска опор). На Ту-95 один двигатель МПШ и пара соленоидов открытия замка убранного положения питаются от левой сети 27 В, второй двигатель и пара соленоидов — от правой, при нормальной работе системы они работают одновременно. На некоторых машинах (напр., Ан-12) как выпуск, так и уборка шасси возможны от любой из двух гидросистем, с чем связан случай посадки Ан-12 с незамкнутыми в выпущенном положении шасси — при уборке после взлёта кран одной гидросистемы был забыт в положении «Уборка», перед посадкой кран второй гидросистемы был поставлен в положение «Выпуск» и пилот также забыл поставить его в нейтраль, в результате опоры из-за противодействия двух гидросистем не удерживались в выпущенном положении. На летательных аппаратах с одной основной гидросистемой для резерва выпуска шасси может использоваться система, подающая в гидроцилиндр(-ы) воздух или азот под высоким давлением из пневмосистемы самолёта или из аварийного баллона. После такого аварийного выпуска на земле выполняется специальная процедура по удалению газа из гидросистемы шасси (т. н. «прокачка»).
На самолётах Ан-72, Ан-74 вообще нет замков убранного положения основных опор — они в полёте лежат на створках, а створки удерживаются своими замками закрытого положения, надёжно защищёнными створками от попадания грязи на рулении и разбеге. При ручном открытии замков после выпуска опор створки закрываются специальной лебёдкой, так как в открытом положении они висят ниже опор.

### Тормозная система

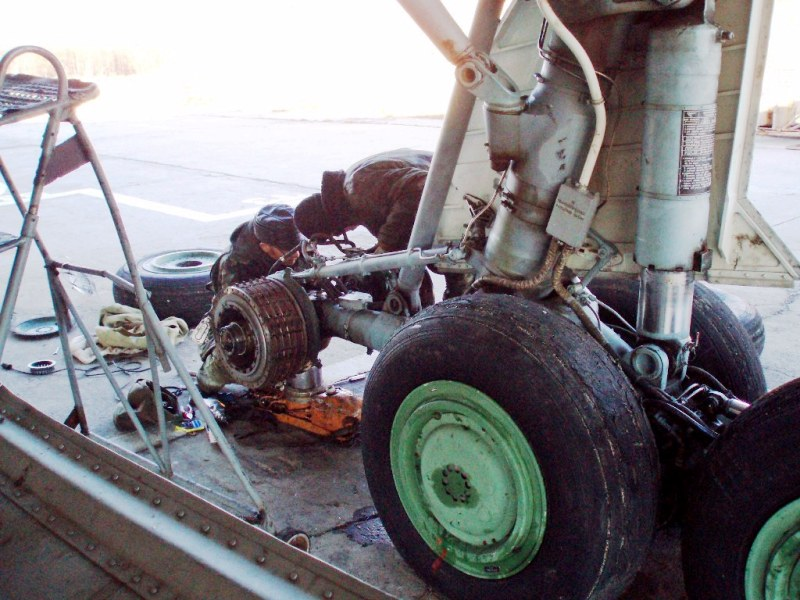
Переборка шасси Ту-22М3 специалистами СиД, хорошо виден пакет тормозных дисков на разобранной передней паре

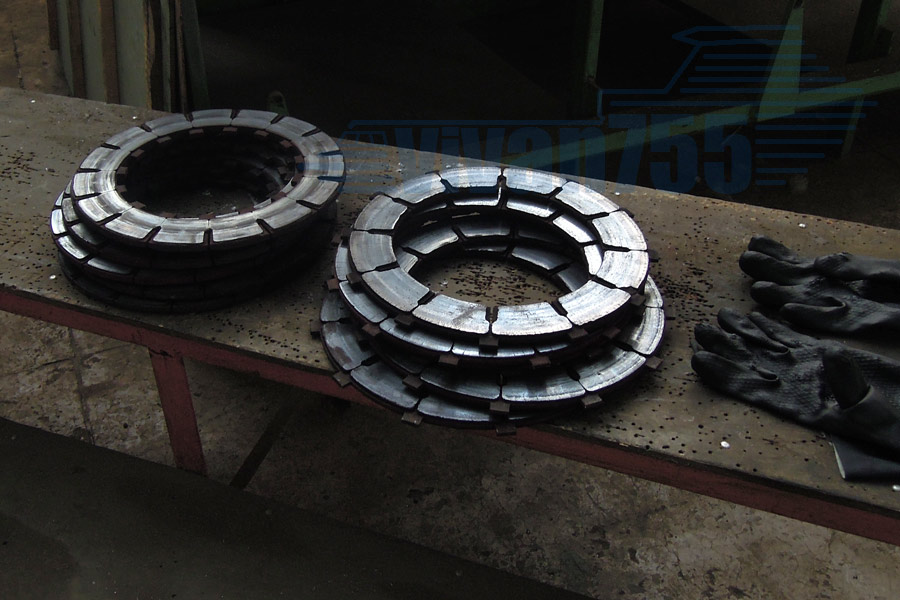
Неподвижные (с внутренними зубьями) и подвижные тормозные диски Ту-154

Система торможения колёс ЛА предназначается для эффективного гашения скорости при посадке, а также для торможения летательного аппарата при рулении по аэродрому, на старте перед взлётом и при различных технических работах (например, при опробовании двигателя на земле). 
При приземлении самолёта тормозная система испытывает очень большие нагрузки, которые снижаются применением реверса тяги, перестановкой лопастей воздушного винта на малый шаг или применением тормозного парашюта. Помимо этой функции, все самолёты оборудованы стояночным тормозом (но дополнительно, при стоянке ЛА, под колёса ставят упорные колодки). Также на многих самолётах колёса шасси автоматически затормаживаются после взлёта при уборке. На некоторых типах ЛА тормоз принудительно охлаждается нагнетанием воздуха встроенными в ступицы электровентиляторами (Ту-22М, Ту-154), реже применяется испарительная спиртовая система.
На большинстве ЛА установлены гидравлические тормоза колёс, на лёгких машинах (Ан-2, вертолёты, истребители) встречаются пневматические. Управление тормозами в кабине летательного аппарата каждый конструктор разрабатывал по-своему. Постепенно пришли к двум основным типам — рычаг куркового типа, установленный на ручке управления самолётом (его нажатие приводит в действие тормоза на всех колёсах основных стоек, иногда включая переднюю — как пример, на МиГ-21) и применяемый в основном на лёгких самолётах. Во втором случае используются педали путевого управления (руля направления). Для затормаживания колёс необходимо надавить на носок (верхнюю часть) педали. Правая педаль затормаживает колёса правой тележки шасси, левая, соответственно, колёса левой тележки. Интересно, что первым из современных отечественных истребителей с тормозами «на педалях» стал Су-27.
Тормозные колёса практически всех самолётов оборудованы антиюзовой автоматикой, так как юз не только снижает эффективность торможения, но и на большой скорости (например, на пробеге при посадке) всегда приводит к разрыву пневматиков и часто — к возгоранию резины колёс. Большинство самолётов разработки СССР были оборудованы системой растормаживания с инерционными датчиками типа «УА-ххх» (цифры обозначают модификацию исполнения) либо полностью гидравлическими автоматами «УГ-ххх». Данные датчики не чувствительны к ускорению или постоянной угловой скорости вращения колеса, а срабатывают только при заданном замедлении вращения, выдавая электрический релейный сигнал на электроклапаны, прекращающие подачу давления на тормозные диски или колодки.
Также применяется электрическая автоматика (с датчиками частоты вращения колёс, блоками, берущими производную от частоты вращения, и клапанами растормаживания). На большинстве современных самолётов применяется электрическая антиюзовая система как более простая в контроле и диагностике. При аварийном торможении колёса самолёта затормаживаются, минуя антиюзовую автоматику.
Историческая справка.
На первых аэропланах колёсные тормоза отсутствовали в принципе. Ввиду малых посадочных скоростей аппарата посадочной площадки небольших размеров вполне хватало для замедления и остановки аэроплана. На старте, при выводе мотора на взлётные обороты аппарат удерживался на месте за крылья и оперение людьми — наземным персоналом, и по команде лётчика отпускался. Затем с увеличением массы и посадочных скоростей самолётов стали применять колодочные тормоза с механическим приводом. Далее, с ещё более возросшими мощностями моторов и массой ЛА в некоторых случаях стали применять гидравлический привод тормозов, причём для создания давления в контуре летчик перед посадкой ручным гидронасосом в кабине повышал давление до рабочих параметров, и только после этого могла быть выполнена посадка с торможением. Впрочем, с появлением на самолётах пневмосистемы стали массово использовать пневмопривод тормозов. Пневмопривод был настолько удачным решением, что применяется и в 21-м веке на относительно небольших самолётах.

### Концевые выключатели и сигнализация

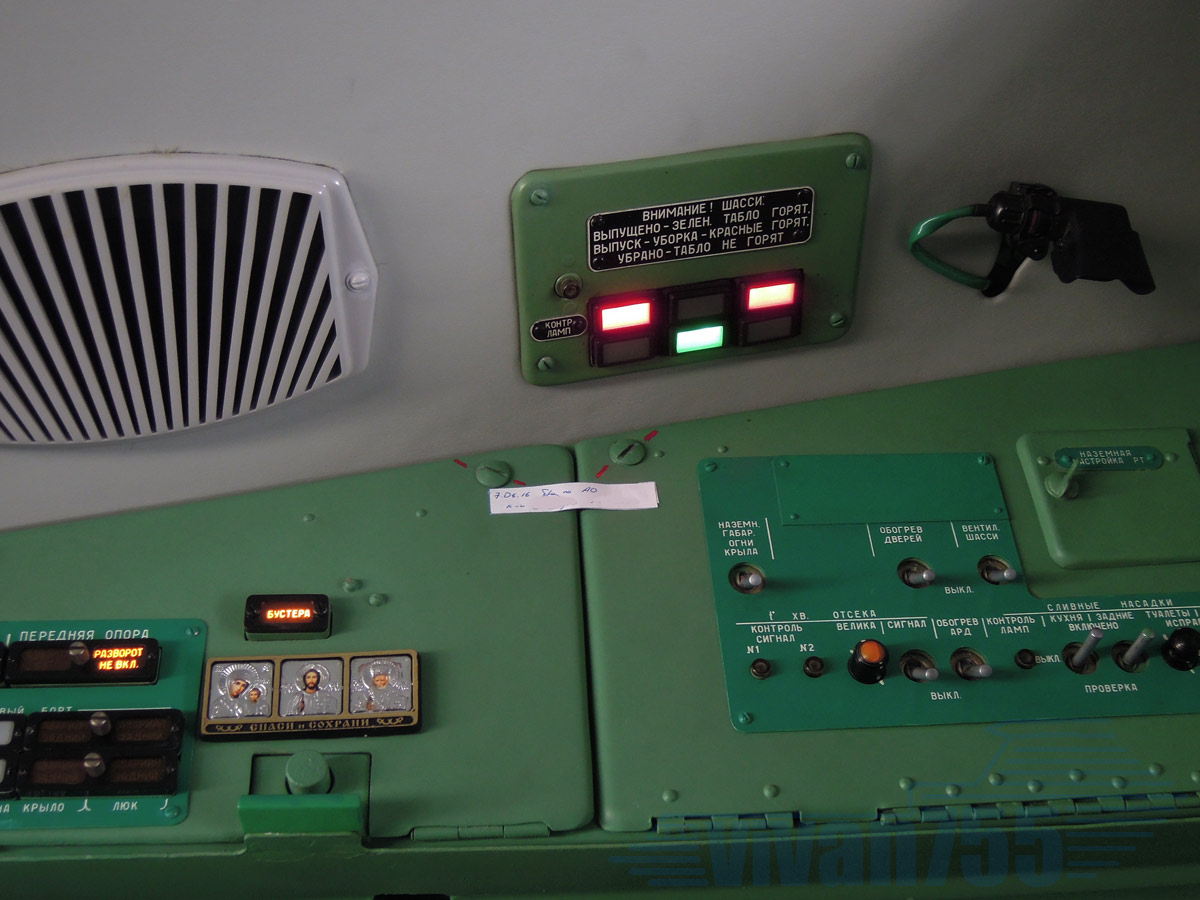
Дополнительная (у бортинженера) сигнализация шасси Ту-154, основные опоры выпускаются, передняя уже выпущена

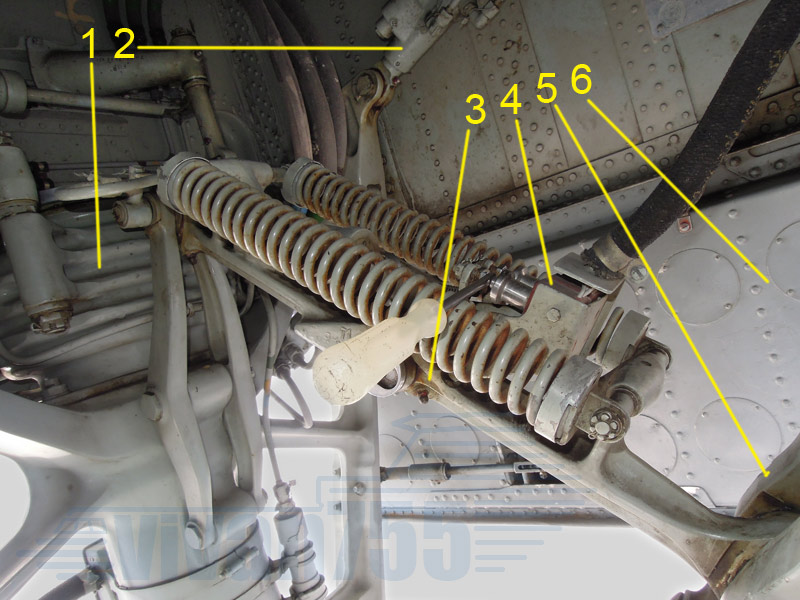
Механизм распора передней опоры шасси Ту-154, один из КВ (4) подклинен отвёрткой для проверки

На убираемом шасси концевые выключатели (КВ) отслеживают положение стоек шасси — убрано, выпущено, промежуточное положение, на некоторых ЛА (например, Ан-12) КВ обеспечивают правильность алгоритма работы механизма уборки-выпуска. Также на стойках шасси установлены КВ обжатия, определяющие обжатие стоек шасси. Некоторые самолётные системы требуют информации, находится самолёт на земле или в воздухе, для правильности работы (например, система автоматического управления полётом). Также при нахождении самолёта на земле часть самолётных систем просто блокируется: например, невозможно убрать шасси, включить на полную мощность обогрев стёкол (слишком быстрый нагрев приведёт к растрескиванию), применить оружие, может не включаться работа РЛС на излучение, и т. д. На некоторых самолётах логику положения стоек отрабатывает электронный блок, который выдаёт сигналы потребителям (например, Ту-22М).
К примеру, на Ту-154 при необжатом шасси автоматически включаются АУАСП, речевой самописец и резервный топливный насос, при обжатом возможен выпуск внутренних интерцепторов (их выпуск в полёте опасен).
Для сигнализации положения шасси в кабине установлены сигнальные табло той или иной конструкции, каждая опора имеет свой сигнализатор. На ЛА ранних семейств (например, Ил-14, Ту-104) убранное положение опоры сигнализируется красным цветом, выпущенное — зелёным, при нахождении опоры в промежуточном положении сигнализаторы не горят, на более современных (Ан-140, Ту-154) сигнализация выпущенного положения не изменилась (зелёный цвет), красным или жёлтым обозначается промежуточное положение опоры, негорение индикаторов означает полётный режим — убранное положение шасси (концепция «тёмной кабины»).

### Механизм разворота переднего колеса
МР управляет положением переднего колеса (-ёс), обычно с помощью гидроцилиндра. МР, как правило, имеет три основных режима работы:
- руление (большие углы). Используется при рулении самолёта при движении своим ходом по аэродрому. При этом переднее колесо может отклоняться на максимально возможные углы (это обычно около ±50-60° на разных типах). Управление разворотом может быть от отдельной рукоятки у лётчиков (командира экипажа), от штурвальчика на колонке штурвала командира (например, самолёты КБ Ильюшина), или педалями путевого управления. Переключение МР с больших на малые углы и наоборот может производиться автоматически по сигналу обжатия одного из КВ на стойке шасси.
- взлёт-посадка (малые углы). Используется при движении с большими скоростями при разгоне или торможении на ВПП. Угол поворота передних колёс ограничен углом в ±7-8°. На большинстве самолётов управляется от педалей.
- самоориентирование. Режим работает при буксировке воздушного судна на жёсткой сцепке аэродромным тягачом. Не требуется управление из кабины ЛА. На некоторых типах режим самоориентирования возможен только при нахождении ЛА под током и давлением (запущенной ВСУ). Также на самоориентировании рулят при отказе МР по какой-либо причине — в этом случае используются раздельное торможение колёс основных опор и «разнотяг» двигателей. Например, на Ту-154 тормоза питаются от первой гидросистемы, а МР — от второй, при отказе 2-й ГС или самого МР используется руление «на тормозах».

## Галерея

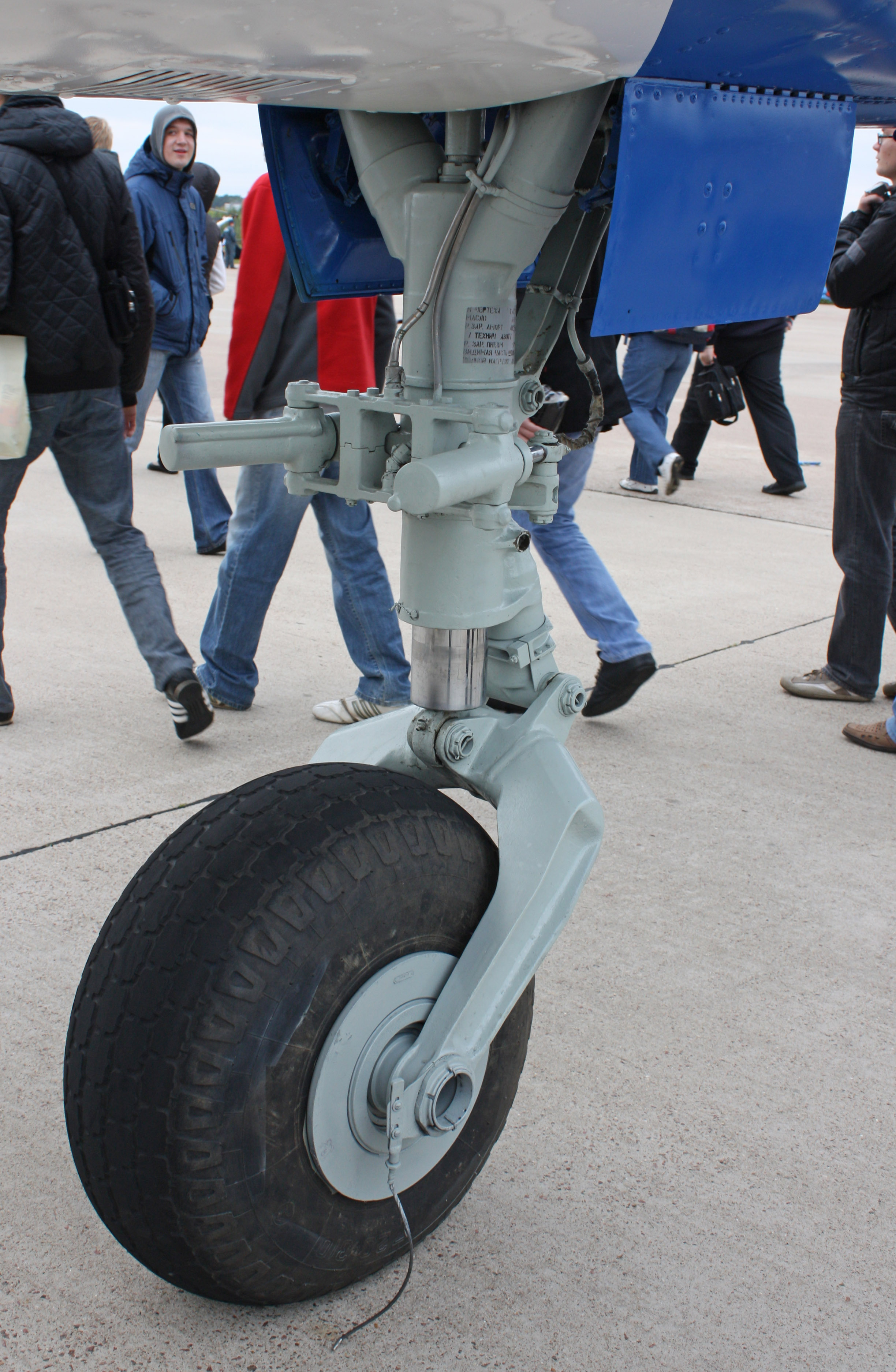
Передняя стойка Як-40.
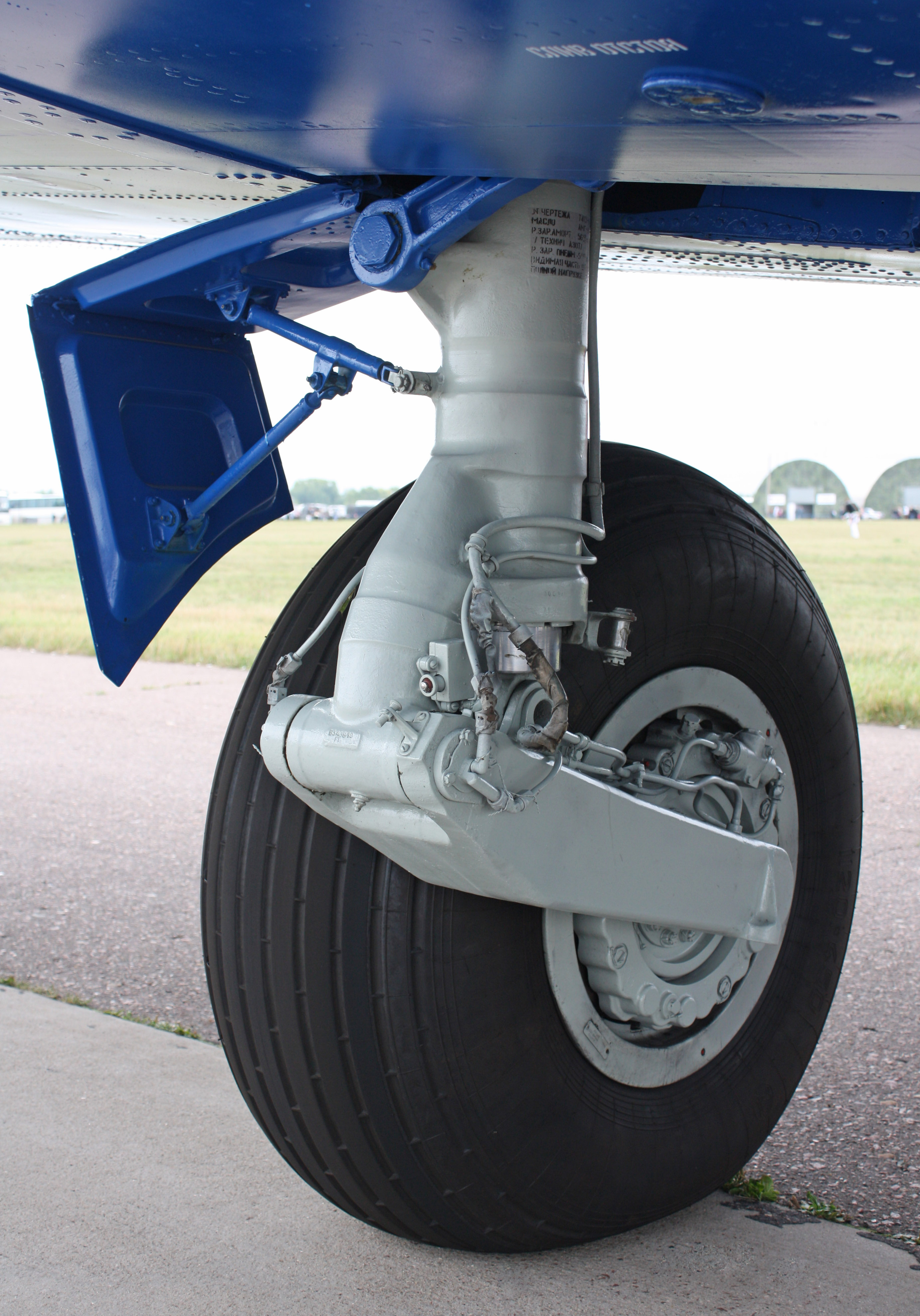
Основная стойка Як-40.
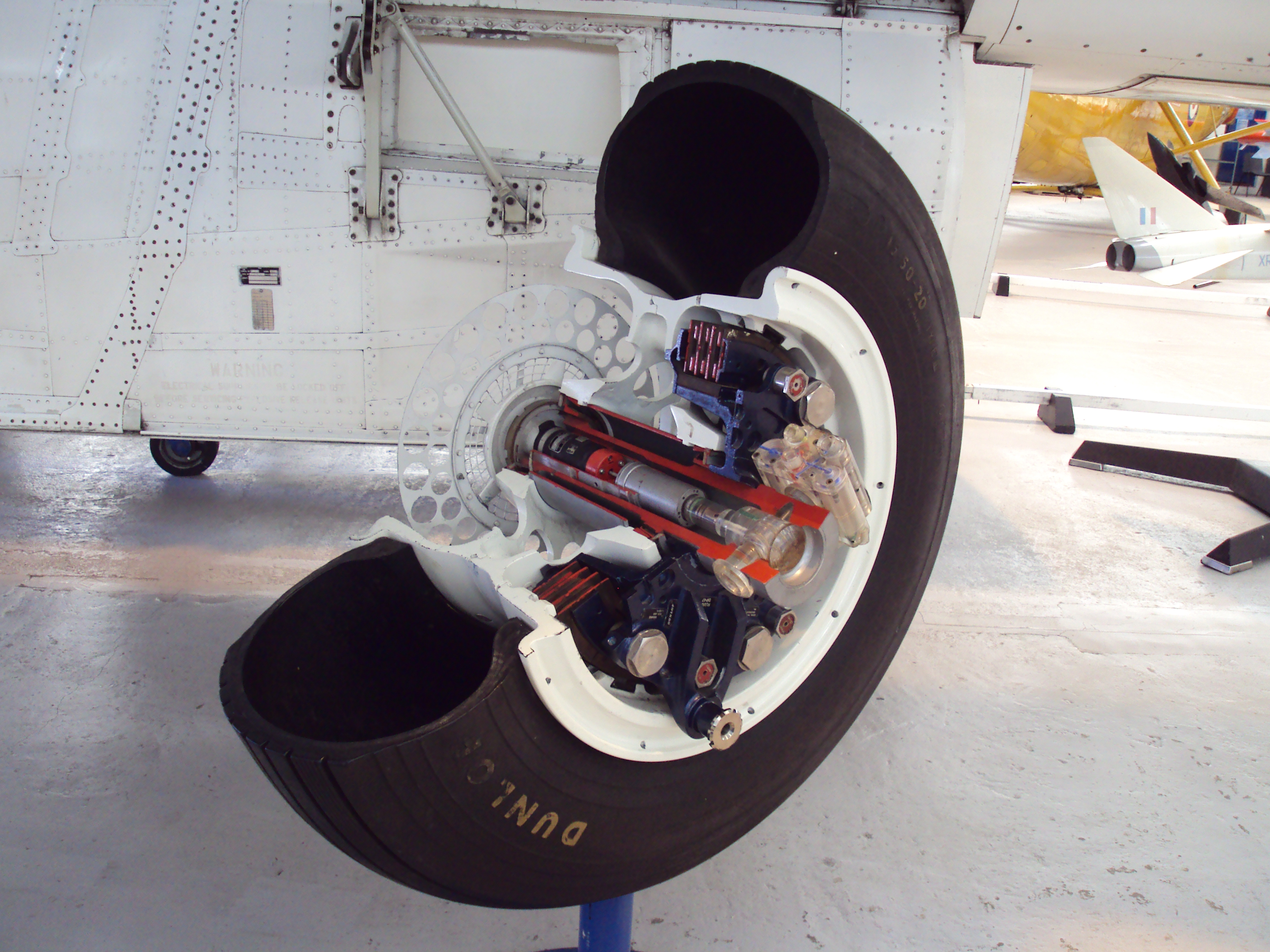
Колесо в разрезе.
Анимация механизма уборки.
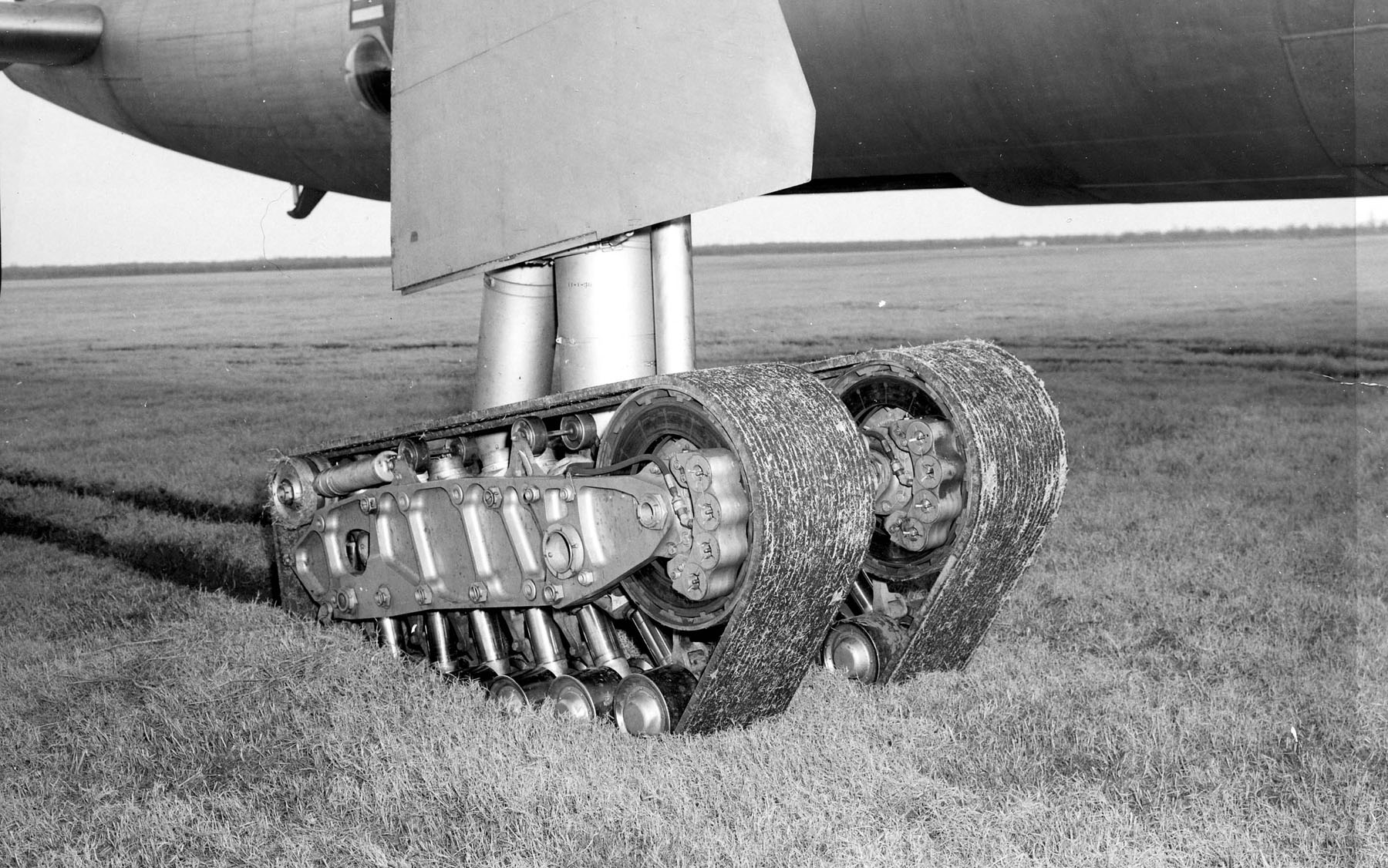
Гусеничное шасси B-36.
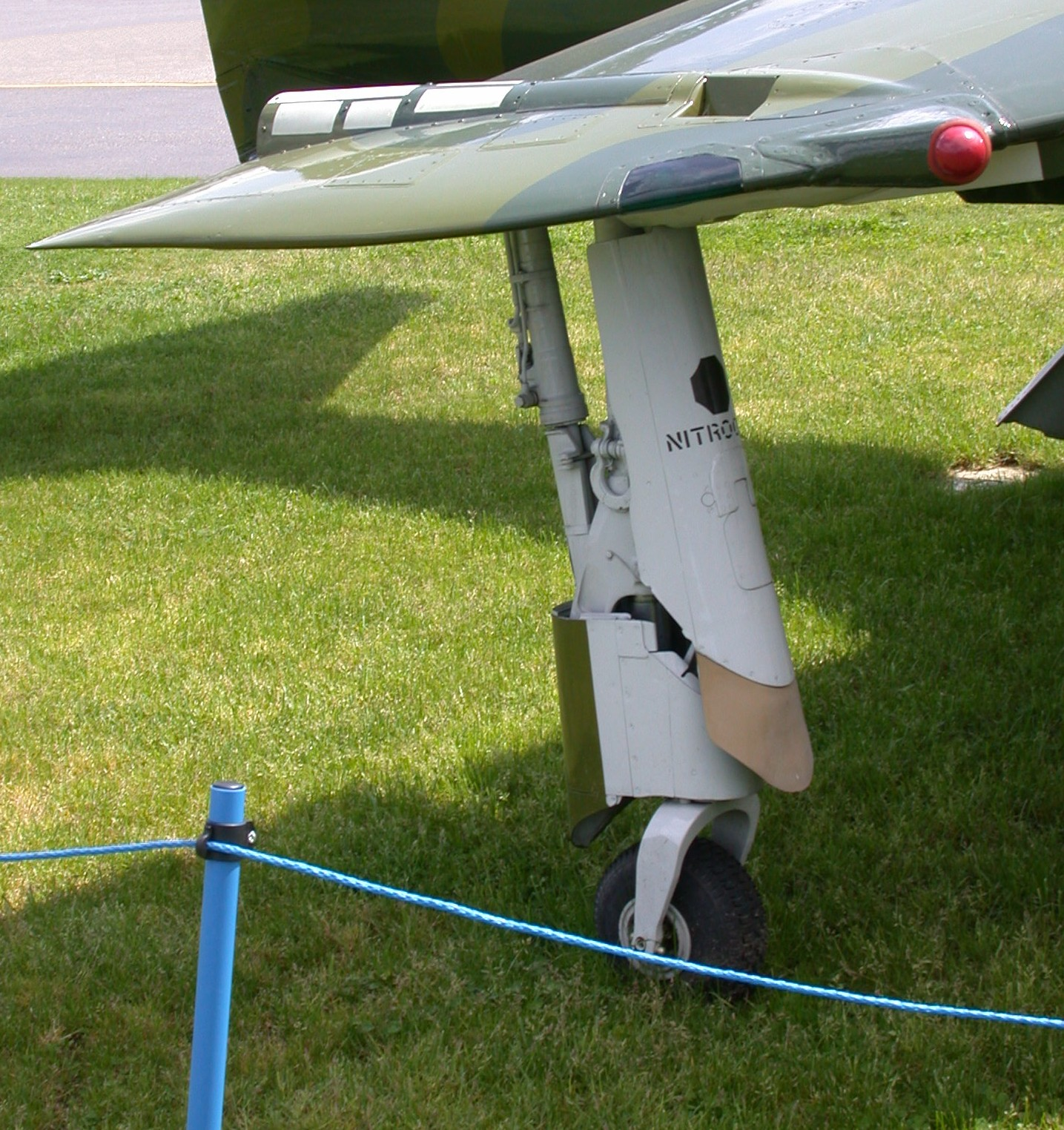
Вспомогательная опора Harrier II.